# Muraz Giorgadze
Pas d'image ? Cliquez ici

a Compétitions nationales et continentales officielles uniquement.

b Matchs officiels uniquement.
Dernière mise à jour le 12 janvier 2018.
Muraz Giorgadze ((en géorgien : მურაზ გიორგაძე, phonétiquement Mouraze Guiorgadzé), né le 28 juin 1994 à Tbilissi, est un joueur géorgien de rugby à XV qui évolue au poste d'ailier. Il compte notamment plusieurs sélections avec l'équipe de Géorgie de rugby à XV.

## Biographie
Il joue depuis 2014 pour le club de Armazi qui évolue dans le championnat de Géorgie de rugby à XV.
Il porte le maillot de l'équipe nationale de Géorgie depuis 2014.